# Kathedrale der Königin des Friedens
Die Kathedrale der Königin des Friedens (arabisch كاتدرائية سلطانة السلام) ist eine Kirche in der irakischen Stadt Ankawa bei Erbil, die im Jahre 2019 geweiht wurde. Sie ist die Kathedrale der ebenfalls 2019 gebildeten Eparchie Adiabene der Syrisch-katholischen Kirche.

## Standort
Die syrisch-katholische Kathedrale der Königin des Friedens steht in einem Neubaugebiet im Norden Ankawas etwa 1 km westlich der Baharka-Straße (شارع بحركة), etwa 1,5 km nördlich der 120-Meter-Straße (شارع 120 متري), etwa 400 m nördlich der am 6. April 2019 eröffneten armenisch-apostolischen Heilig-Kreuz-Kirche (Surb Chatsch), etwa 2,5 km nordnordöstlich der assyrischen St.-Johannes-Kathedrale, rund 3 km nordnordöstlich der chaldäischen Kathedrale St. Josef und etwa 4 km nordöstlich des Flughafens Erbil.

## Geschichte
Ankawa war eine traditionell assyrische, seit dem 18. Jahrhundert durch Konversionen zunehmend und später ganz überwiegend chaldäisch-katholische Stadt. Mit der Invasion der USA ab 2003 und den nachfolgenden Verfolgungen kamen christliche Flüchtlinge verschiedener Konfessionen in die Stadt. Nach der Eroberung der Stadt Mossul und großer Teile der mehrheitlich christlichen Ninive-Ebene einschließlich deren größter Ortschaft Baghdida im Jahre 2014 durch die Terrororganisation Daesch (Islamischer Staat, IS) gelangten erneut zahlreiche Flüchtlinge nach Ankawa, darunter sehr viele syrische Katholiken. Etwa 15.000 Menschen kamen im Flüchtlingslager Mart Shmoni, wo 2014 die neue syrisch-katholische Kirche Mart Schmoni geweiht wurde, und rund 4000 im Einkaufszentrum von Ankawa unter. Von diesen kehrten viele auch nach der Vertreibung der Islamisten zwischen Oktober 2016 und Juli 2017 wegen der unsicheren Lage nicht zurück; nach Baghdida kamen bis April 2018 etwa 5000 von zuvor 9000 christlichen Familien wieder. In der gesamten Autonome Region Kurdistan wuchs so bis 2019 die christliche Bevölkerung auf 120.000 Personen. In ganz Irak lebten Ende 2019 von vor 2003 rund 1,5 Millionen nur noch 250.000 oder – laut In Defence of Christians – gar nur noch 225.000 Christen.
Ankawa hat durch die Neuankömmlinge nun anders als zuvor bedeutende Anteile an syrisch-katholischen, aber auch syrisch-orthodoxen und armenisch-apostolischen Christen. Neue Stadtviertel und mehrere neue Kirchen entstanden. Für die syrisch-katholische Gemeinde reichte die kleine Mart-Schmoni-Kirche von 2014 nicht mehr aus. So wurde mit dem Bau der neuen Kirche der Königin des Friedens begonnen. Die syrisch-katholische Bischofssynode beschloss am 22. Juni 2019, durch Gebietsabtretungen aus der syrisch-katholischen Erzeparchie Mosul die neue Eparchie Adiabene zu errichten, deren Kathedrale die neue syrisch-katholische Kirche der Königin des Friedens in Ankawa wurde. Der syrisch-katholische Patriarch von Antiochien, Ignatius Joseph III. Younan, dekretierte dies am 28. Juni 2019, und am 30. August 2019 kam die Bestätigung durch Papst Franziskus. Die Eparchie Adiabene knüpft an ein historisches Bistum an, das im 17. Jahrhundert erlosch. Erster Bischof wurde der 1965 in Baghdida geborene Nizar Semaan. Die feierliche Messe zur Eröffnung wurde von Nizar Semaan am 24. August 2019 in der Kathedrale der Königin des Friedens gehalten.

## Architektur
Aktuelle Bilder der Kirche zeigen ein inzwischen im modernen Stil gebautes Kirchengebäude.